# Josef Schinle
Josef Schinle (* 18. März 1896 in Schramberg; † 16. Februar 1965 ebenda) war ein deutscher Politiker (Zentrum, später CDU). Er war Abgeordneter im Landtag für Württemberg-Hohenzollern.

## Biografie
Nach dem Besuch der Volksschule absolvierte Schinle die Lehre zum Uhrmacher und übte diesen Beruf anschließend bei der Firma Gebrüder Junghans aus. 1944 geriet er im Rahmen der „Aktion Gewitter“ in sogenannte „Schutzhaft“. Von 1945 bis 1961 leitete er die Nebenstelle Schramberg des Arbeitsamtes Rottweil. 1948 wurde er zum Vorsitzenden des Vorstands der Allgemeinen Ortskrankenkasse in Schramberg berufen.
Neben seinem Beruf engagierte er sich im Katholischen Arbeiterverein und gehörte dem Kirchenstiftungsrat der Kolpingfamilie an. Nach dem Krieg gehörte er dem Verwaltungsrat der Kreissparkasse Schramberg und dem Aufsichtsrat der Schramberger Wohnungs-GmbH an, ferner war er Schöffe am Landgericht Rottweil.

## Politik
Vor dem Krieg war Schinle Mitglied der Zentrumspartei und gehörte kurzzeitig dem Schramberger Gemeinderat an. 1946 beteiligte er sich an der Gründung des CDU-Ortsverbandes Schramberg und übernahm bis 1960 dessen Vorsitz. Neben dem Kreistag des Landkreises Rottweil gehörte er erneut dem Gemeinderat an, in dem er den Fraktionsvorsitz innehatte.
1946 wurde Schinle in die Beratende Landesversammlung des Landes Württemberg-Hohenzollern berufen. Bei der Landtagswahl im Jahr darauf verpasste er zunächst den Einzug in den Landtag. Jedoch rückte er am 13. August 1948 für den kurz zuvor verstorbenen Staatspräsidenten Lorenz Bock ins Parlament nach. Diesem gehörte er bis zur Auflösung des Landes Württemberg-Hohenzollern 1952 an.
1949 war er Mitglied der 1. Bundesversammlung, welche Theodor Heuss zum Bundespräsidenten wählte.

## Ehrungen
Im Dezember 1956 wurde Schinle das Bundesverdienstkreuz am Bande verliehen. In Schramberg wurde die Josef-Schinle-Straße nach ihm benannt.